# Вагеманс, Жорж
Жорж Жозеф Мартен Гийом Вагеманс (фр. Georges Joseph Martin Guillaume Wagemans; 8 ноября 1880, Иксель — 3 января 1966, Синт-Генезиус-Роде, Брабант) — бельгийский фигурист, выступавший в одиночном и парном катании; судья. Участник летних Олимпийских игр 1920 года и зимних Олимпийских игр 1924 года. 

## Биография
Жорж Вагеманс родился 8 ноября 1880 года в бельгийской коммуне Иксель.
В 1920 году вошёл в состав сборной Бельгии на летних Олимпийских играх в Антверпене. В парном катании вместе с Жерардин Эрбо занял 6-е место, набрав 41,5 балла и уступив 34 балла завоевавшим золото Людовике Якобссон и Вальтеру Якобссону из Финляндии.
В 1921 году выиграл чемпионат Бельгии в одиночном катании.
В 1924 году вошла в состав сборной Бельгии на зимних Олимпийских играх в Шамони. В парном катании вместе с Жерардин Эрбо занял 5-е место, набрав 37,0 балла и уступив 28 баллов победителям Хелен Энгельман и Альфреду Бергеру из Австрии. Кроме того, был судьёй в женском одиночном катании.
Завершил выступления вскоре после Олимпиады 1924 года.
Умер 3 января 1966 года в бельгийской коммуне Синт-Генезиус-Роде.